# Metaleptyphantes bifoliatus
Metaleptyphantes bifoliatus là một loài nhện trong họ Linyphiidae.
Loài này thuộc chi Metaleptyphantes. Metaleptyphantes bifoliatus được George Hazelwood Locket miêu tả năm 1968.